# Monument la mormântul ostașului căzut în 1944 și în memoria consătenilor căzuți în 1941-1945 (Băneștii Noi)
Monumentul la mormântul ostașului căzut în 1944 și în memoria consătenilor căzuți în 1941-1945 este un monument amplasat în Băneștii Noi, raionul Telenești, Republica Moldova. Este un monument istoric de importanță națională inclus în Registrul monumentelor Republicii Moldova ocrotite de stat cu nr. 1458 (raionul Telenești).